# St. Bernhard (Baden-Baden)
St. Bernhard, auch Bernharduskirche, ist eine katholische Kirche im Baden-Badener Stadtteil Weststadt. Sie wurde zwischen 1911 und 1914 durch Johannes Schroth im Jugendstil erbaut. Sie ist dem seligen Markgrafen Bernhard II. von Baden geweiht und ist Pfarrkirche der gleichnamigen Gemeinde der Seelsorgeeinheit Baden-Baden im Dekanat Baden-Baden der Erzdiözese Freiburg.

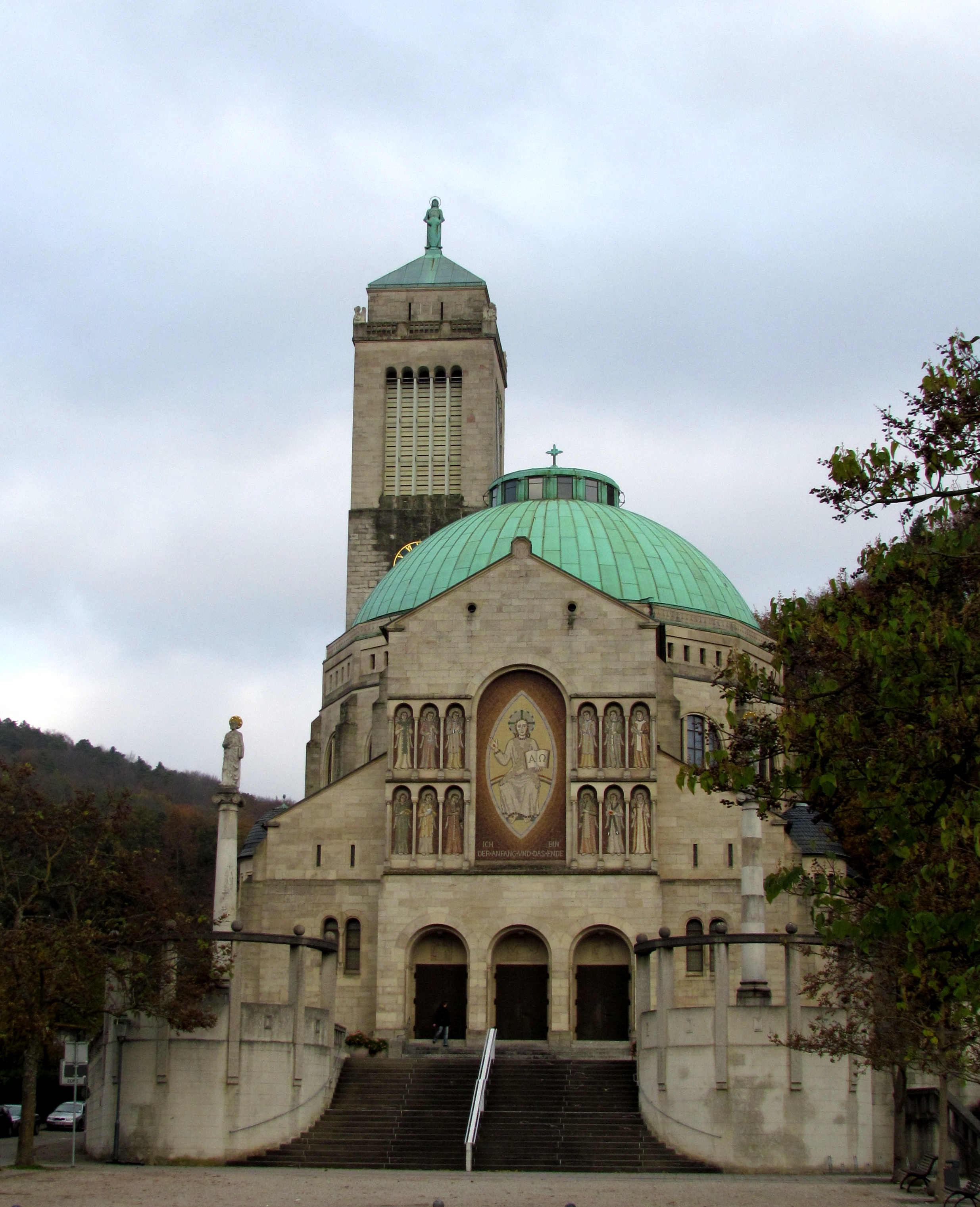
St.-Bernhard-Kirche in Baden-Baden

## Geschichte

### Vorgeschichte und Namensgebung
Um das Jahr 1622, als unter Markgraf Wilhelm von Baden die Gegenreformation durchgeführt wurde, ist an der Gemarkungsgrenze zwischen der Stadt Baden und dem Dorf Oos eine Andachtsstätte bezeugt: In einer Eiche befand sich ein Marienbildnis unmittelbar an der Landstraße. Als die Eiche abgestorben war, stiftete Markgräfin Maria Magdalena von Oettingen-Baldern anstelle des Baumes eine Wallfahrtskirche. 1653 wurde das Kirchlein zu Ehren der Gottesmutter geweiht. 1892 wurde die Wallfahrtskirche abgebrochen und durch einen größeren Neubau, die heutige Dreieichenkapelle, ersetzt. Da die Bevölkerung infolge der Industrialisierung im Westen der Stadt stark angestiegen war, reichte auch der Neubau für die zahlreichen Gottesdienstbesucher nicht aus. Deshalb wurde nach einer Volkszählung im Jahr 1905, welche 2976 Katholiken in der Weststadt nannte, das Areal eines aufgelassenen Steinbruchs als Baugrund für die neu zu bauende Kirche erworben.
Die Kirche erhielt den Namen St. Bernhard, weil der selige Bernhard von Baden auf seinen Herrschaftsanspruch verzichtete und stattdessen die Armut und Not der Bevölkerung zu lindern versuchte, indem er einen Großteil seines Vermögens hinterließ und zudem durch seine ausgeprägte Frömmigkeit auffiel. Mit diesem Patrozinium für das neu zu errichtende Gotteshaus setzte die katholische Kirche zu Beginn des 20. Jahrhunderts ein Zeichen, indem sie St. Bernhard als Vorbild für die Vermögenden hinstellte und indirekt auch auf die Bedürftigkeit der Arbeiterschaft hinwies.

### Entstehungs- und Baugeschichte
1907 erteilte das Bauamt der Erzdiözese Freiburg dem Baurat Johannes Schroth den Auftrag, die Kirche samt Vorplatz und Pfarrhaus zu entwerfen. Die Kirche sollte ursprünglich im Stil der Neuromanik errichtet werden. Die Entwürfe des Architekten stießen beim bischöflichen Ordinariat auf Kritik, da die Pläne Jugendstilelemente aufwiesen, welche der Architekt mit dem Hinweis verteidigte, er wolle damit zeigen, dass die katholische Kirche mit der Zeit gehe. Nach zähem Ringen mit der Kirchenbaubehörde und den Wünschen des Baden-Badener Gesamtstiftungsrats konnte Schroth erreichen, dass sein Vorschlag einer Kirche mit byzantinisch-frühchristlich wirkender Architektur zur Ausführung gelangte. Am 29. Juni 1911, dem Patroziniumsfest der Kirche, wurde der Grundstein gelegt. Im Dezember 1912 war der Rohbau vollendet. Am 10. Mai 1914 weihte der Freiburger Erzbischof Thomas Nörber die fertiggestellte Kirche. Der Hochaltar wurde hierbei zu Ehren des Herzens Jesu und des sel. Bernhard von Baden geweiht.
Wegen des Ersten Weltkriegs geriet der Innenausbau der Kirche ins Stocken. Zudem mussten im letzten Kriegsjahr die Kupferdächer von der Kuppel und dem Kirchturm abgenommen und durch Schiefer ersetzt werden, da das Kupfer von der Kriegsindustrie gebraucht wurde. Als nach Kriegsende der Innenausbau fortgeführt wurde, wurde die Gestaltung des Kircheninnern dem neuen, expressionistischen Zeitgeschmack angepasst. Am 14. September 1921 wurde St. Bernhard zu einer eigenständigen Pfarrei erhoben. Vier der fünf 1913 gegossenen Glocken mussten im Zweiten Weltkrieg wiederum für die Rüstungsindustrie abgeliefert werden. 1953 wurde das Geläut ergänzt. 1978–1980 wurde die Kirche umfassend saniert. Der neu geschaffene Volksaltar wurde bei der Wiedereröffnung der Kirche am 9. Juli 1983 durch Altabt Albert Ohlmeyer von der Abtei Neuburg geweiht.

## Baubeschreibung

### Kirchturm und Äußeres
Die Bernharduskirche vereint verschiedene Bautraditionen früherer Zeit und verbindet sie mit modernen Elementen des Jugendstils. Frühchristlichen Elemente der Ostkirche und Westkirche sowie des frühen Mittelalters sind an der Architektur ablesbar. Als Vorbilder sind römische Basiliken und die Hagia Sophia in Konstantinopel zu nennen oder die mittelalterliche Pfalzkapelle zu Aachen. Die Kirche ist als monumentaler Kuppelbau mit freistehendem Glockenturm konzipiert und besteht aus hellem Sandstein aus dem Murgtal. Der zentralen Rotunde sind nur ein kurzes Langhaus mit repräsentativer Portalfassade im Südwesten sowie ein zweijochiger Chor mit niedriger Halbrundapsis im Nordosten angefügt.
Die Westfassade beeindruckt durch ein Christusbild aus Glasmosaik, an dessen rechter und linker Seite jeweils sechs Apostel abgebildet sind. Dieses erst 1950 fertiggestellte Glasmosaik schuf Gertrud Leonhard. Die Inschrift Ich bin der Anfang und das Ende verweist auch auf das Jüngste Gericht, in dem die Menschen für ihre Taten Rechenschaft ablegen müssen. Der Entscheid für diese Gestaltung nach dem Zweiten Weltkrieg spiegelt die Erfahrungen und Eindrücke der Zeit.

### Geläut
Der Kirchturm birgt ein klanggewaltiges Geläute, das im Idealquintett auf b° erklingt. Friedrich Wilhelm Schilling aus Heidelberg goss die vier tieferen Glocken 1953 in schwerer Rippe. Ihr wuchtiger Charakter scheint klanglich die Jugendstil-Architektur der Pfarrkirche aufzugreifen. Die Bernhardusglocke trägt in Erinnerung an ihren Namensgeber, den Schutzpatron von Baden, teilweise eine mittelhochdeutsche Inschrift. Aus dem Jahre 1913 ist die Ave-Maria-Glocke erhalten, die aus der Gießerei Benjamin Grüninger, Villingen stammt. Als Zier trägt sie ein Marienbild mit Jesuskind samt filigranem Rankenwerk an Schulter und Wolm. Alle Glocken hängen an Holzjochen in einem Holzglockenstuhl.

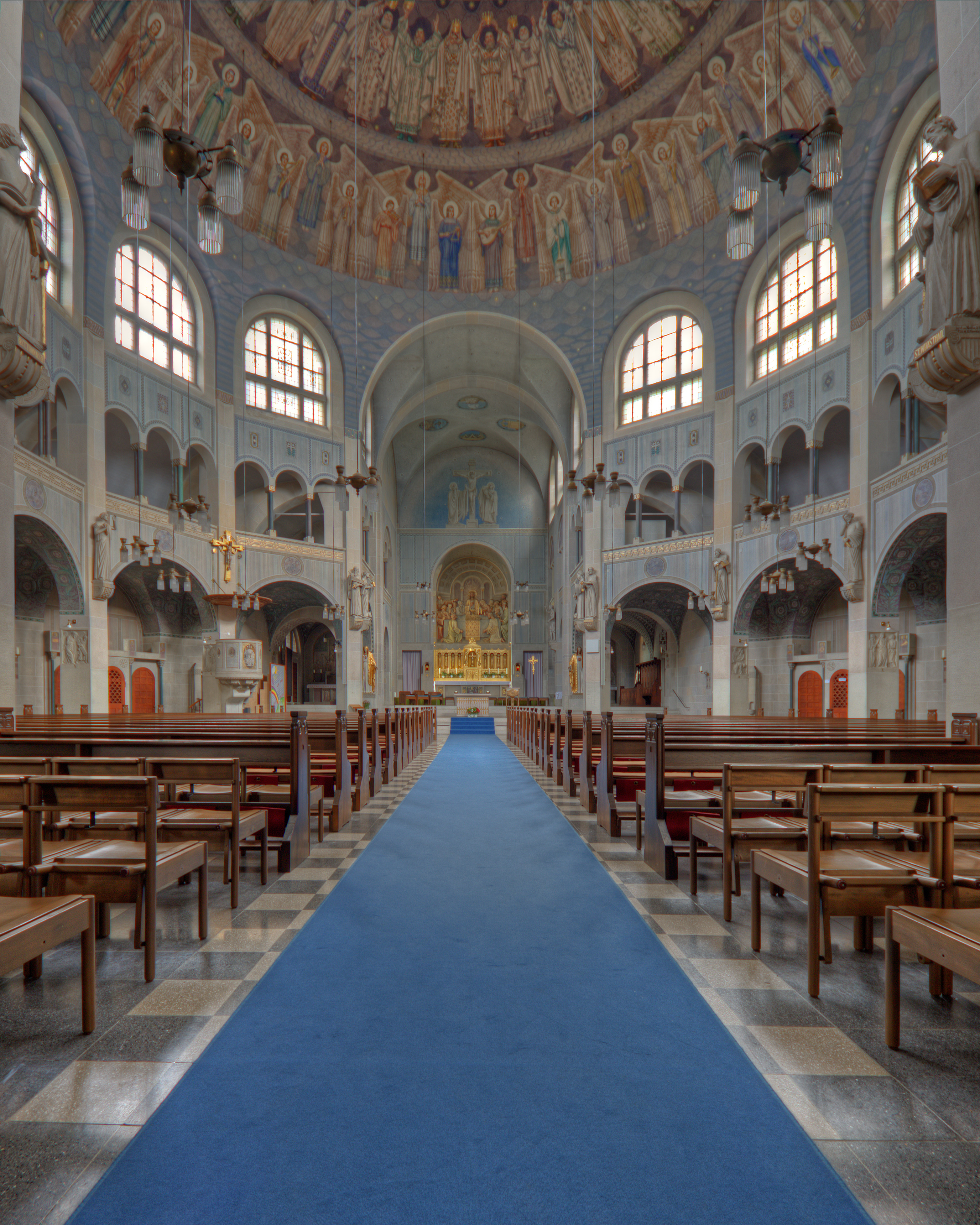
Innenraum zum Altar

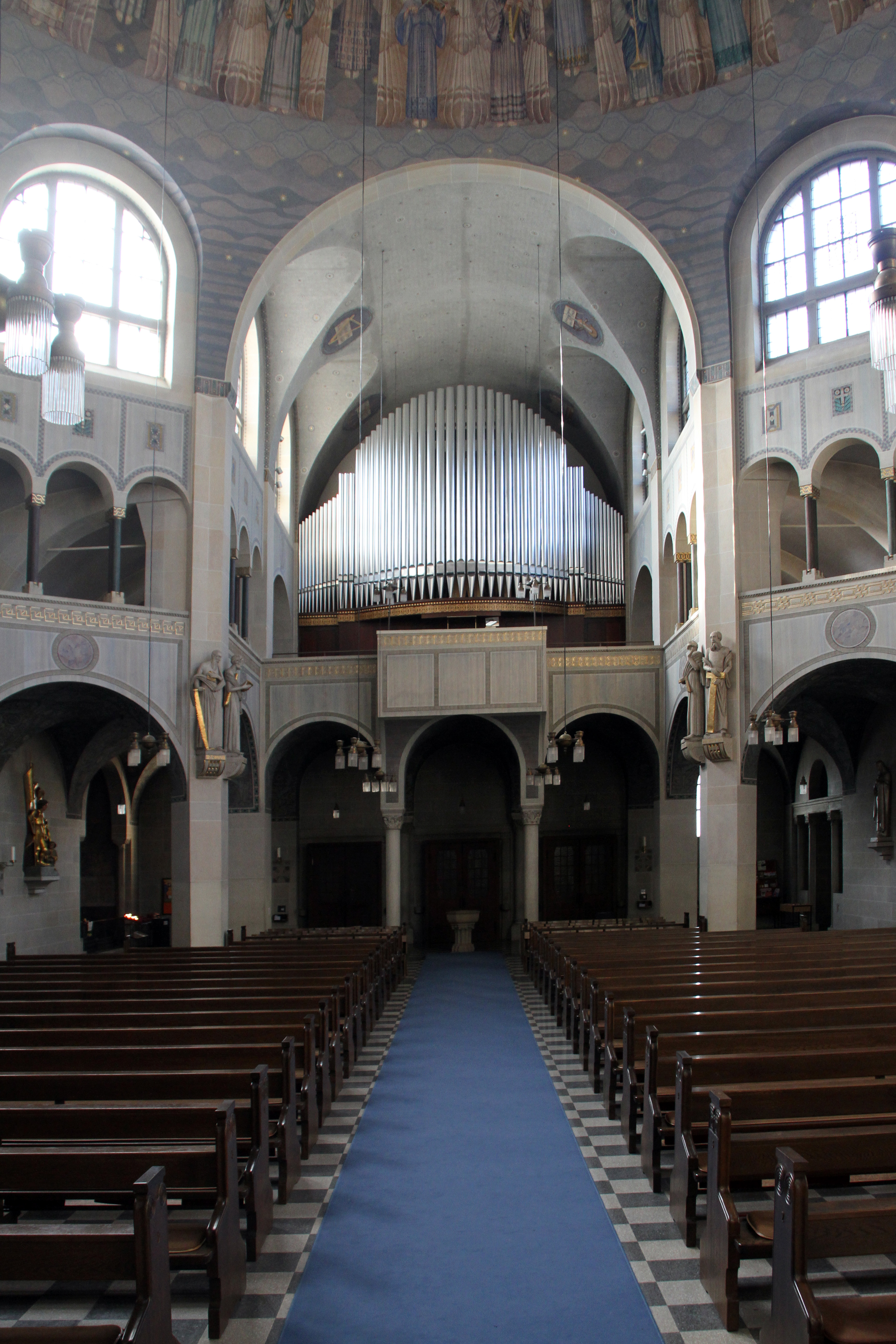
Blick auf Empore und Orgel

| Nr. | Name         | Material | Masse   | Durchmesser | Nominal | Gussjahr | Giesserei                               |
| --- | ------------ | -------- | ------- | ----------- | ------- | -------- | --------------------------------------- |
| 1   | St. Bernhard | Bronze   | 3815 kg | 1761 mm     | b°+2    | 1953     | Friedrich Wilhelm Schilling, Heidelberg |
| 2   | St. Michael  | Bronze   | 2235 kg | 1467 mm     | des′+4  | 1953     | Friedrich Wilhelm Schilling, Heidelberg |
| 3   | Hl. Apostel  | Bronze   | 1589 kg | 1305 mm     | es′+4   | 1953     | Friedrich Wilhelm Schilling, Heidelberg |
| 4   | St. Josef    | Bronze   | 1049 kg | 1151 mm     | f′+3    | 1953     | Friedrich Wilhelm Schilling, Heidelberg |
| 5   | Ave Maria    | Bronze   | 586 kg  | 970 mm      | as′+6   | 1913     | Glockengießerei Grüninger, Villingen    |

### Innenraum und künstlerische Ausstattung
Drei Portale führen von der Treppenanlage ins Innere der Kirche. Im ersten Joch des Mittelschiffs wurde die Orgelempore erbaut, die von Säulen mit Figurenkapitellen getragen wird. Zwei apsidenförmige Kapellen wurden an die Seitenschiffsjoche angebaut. Im Norden befindet sich die Taufkapelle, im Süden die Kriegergedächtniskapelle. Auf das Tonnengewölbe des Mittelschiffs folgt das Zentralraumpolygon, das aus einem unvollständigen Zwölfeck gebildet wird. Darüber erhebt sich die Kuppel, in deren Mitte sich die zylinderförmige Laterne befindet. Um den Zentralraum werden die Seitenschiffe als Umgangsjoche weitergeführt. Der dreischiffige Chorbereich ist gegenüber dem Zentralraum erhöht, Stufen führen zum Altarraum empor. Im Norden ist eine Turmkapelle angebaut, im Süden ist der Anbau der Sakristei.
Die Künstler Otto Rünzi und Karl Leon waren für die Ausmalung der Kirche verantwortlich, Adolf Schnell und Otto Vittali für die Glasfenster. Die künstlerische Gestaltung orientierte sich an der Beuroner Schule. Die Malereien in der Zentralraumkuppel zeigen das apokalyptische Lamm Gottes, das von Engeln verehrt wird. Die 24 Ältesten der Offenbarung huldigen dem Lamm. Darunter sind Engel dargestellt. Der strenge, hierarchische Aufbau der Ausmalung verstärkt die Monumentalität des Raumes.
Der Stipes des Hochaltars ist mit drei Mosaiken der Brüder Moroder geschmückt; flankiert von Alpha und Omega ist in der Mitte eine Szene aus dem Alten Testament dargestellt: Abraham empfängt vom Priesterkönig Melchisedek Brot und Wein. Dieses Relief verweist auf das neutestamentliche letzte Abendmahl im Altarbild. Der Altaraufsatz enthält einen Tabernakel im Stil der Beuroner Schule.
Der Volksaltar, der Ambo und die Leuchter sind Werke von Frido Lehr, Karlsruhe, und ergänzen seit den 1980er Jahren die Ausstattung der Kirche.

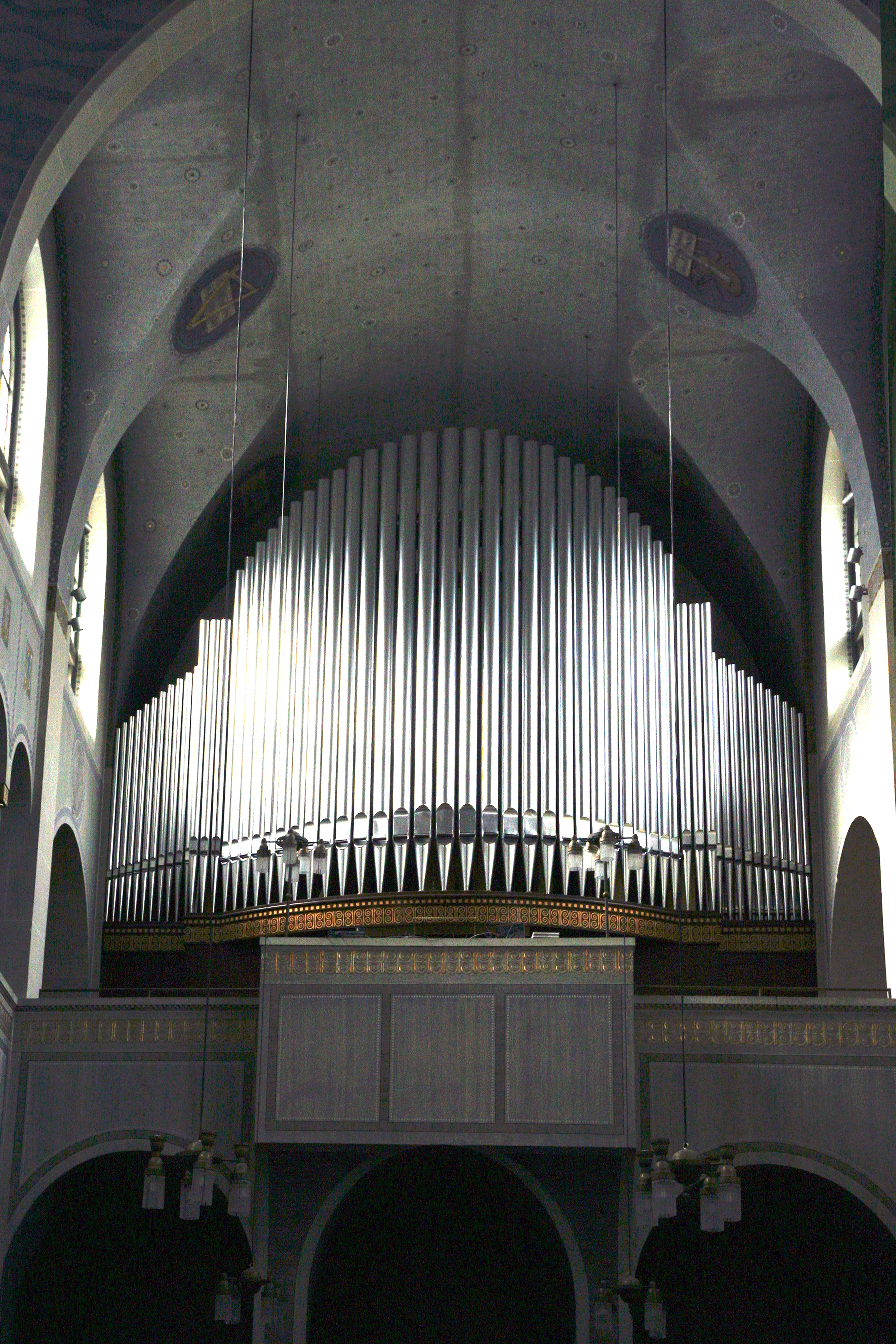
Orgel im Jahr 2016

### Orgel
1913 wurde für 350 Mark eine Interimsorgel durch das Durlacher Orgelbauunternehmen H. Voit & Söhne aufgestellt, die durch den damaligen Kirchenbauverein finanziert wurde. Aufgrund der Kriegswirren des Ersten Weltkriegs und des danach einsetzenden wirtschaftlichen Niedergangs des Orgelbauers wurde die Voit-Orgel schließlich 1921 geliefert, allerdings nur unvollständig mit einem Manual, Hauptwerk und Pedal. Die Orgelbauwerkstatt Wilhelm Schwarz & Sohn aus Überlingen am Bodensee vervollständigte die Orgel im Jahr 1925. Aus diesem Jahr stammt auch der im Stil des Art déco gestaltete Freipfeifenprospekt. 1958 wurde die Orgel umgebaut. 2009 wurde die ursprünglich hochromantische Orgel wieder in ihren Originalzustand zurückversetzt. (Kath. Pfarramt St. Bernhard (Hrsg.): Baden-Baden 100 Jahre St. Bernhard. Kirche St. Bernhard und Kapellen, S. 30.)
Die Orgel verfügt über 46 Register auf drei Manualen und Pedal.
| I Manual Hauptwerk C–g3 |     |
| Prinzipal               | 16′ |
| Prinzipal               | 8′  |
| Flauto amabile          | 8′  |
| Viola da Gamba          | 8′  |
| Salizional              | 8′  |
| Bourdon                 | 8′  |
| Oktave                  | 4′  |
| Gemshorn                | 4′  |
| Oktave                  | 2′  |
| Mixtur IV               |     |
| Scharff III             |     |
| Cornett III-V           |     |
| Tuba                    | 8′  |

| II Manual Schwellwerk C–g3 |     |
| Bourdon                    | 16′ |
| Prinzipal                  | 8′  |
| Konzertflöte               | 8′  |
| Quintatön                  | 8′  |
| Viola d’amore              | 8′  |
| Aeoline                    | 8′  |
| Vox coelestis              | 8′  |
| Gedackt                    | 8′  |
| Prinzipal                  | 4′  |
| Traversflöte               | 4′  |
| Rohrflöte                  | 4′  |
| Flautino                   | 2'  |
| Mixtur III-V               |     |
| Trompete                   | 8'  |
| Clairon                    | 4'  |
| Tremulant                  |     |

| III Manual Echowerk C–g3 |       |
| Lieblich Gedackt         | 8′    |
| Dulciana                 | 8′    |
| Violine                  | 4′    |
| Hohlflöte                | 4′    |
| Nasard                   | 2/3′  |
| Piccolo                  | 2′    |
| Terz                     | 13/5′ |
| Oboe                     | 8'    |
| Tremulant                |       |

| Pedal C–f1     |     |
| Prinzipal Bass | 16′ |
| Violon         | 16′ |
| Subbass        | 16′ |
| Zartbass       | 16′ |
| Oktavbass      | 8′  |
| Cello          | 8′  |
| Gedackt        | 8′  |
| Bombarde       | 16′ |
| Trompete       | 8′  |
| Clairon        | 4′  |

- Koppeln, zahlreiche Spielhilfen